# Заражение (фильм, 2011)
«Заражение» (англ. Contagion) — фильм-катастрофа режиссёра Стивена Содерберга с участием Мэтта Деймона, Джуда Лоу, Гвинет Пэлтроу, Кейт Уинслет, Лоренса Фишберна, Марион Котийяр. Сюжет повествует о вирусе, который распространяется через фомиты, попытках медицинских исследователей и представителей общественного здравоохранения обнаружить и сдержать болезнь, утрате общественного порядка в условиях пандемии и в конечном итоге открытии вакцины, которая сдержала распространение вируса.
Картина была впервые показана 3 сентября 2011 года на Венецианском кинофестивале. На экраны кинотеатров США фильм вышел 9 сентября, собрав 22 000 000 долларов в первый уик-энд. Суммарные сборы от проката по всему миру составили 135 000 000 долларов.
В 2020 году фильм получил новый виток популярности в связи с начавшейся в Китае, а позже распространившейся по всему миру, пандемией COVID-19.

## Сюжет
В фильме присутствуют несколько взаимосвязанных сюжетных линий, отражающих события от первоначальной вспышки заболевания до разработки вакцины.
Всемирная организация здравоохранения совместно с центром по контролю и профилактике заболеваний США пытается помешать распространению смертельного вируса неизвестного происхождения. В связи с тем, что инкубационный период заболевания очень короткий, а смертность и заразность слишком высоки, отследить его происхождение трудно. Вирус, для которого нет ни способов лечения, ни вакцины, быстро распространяется. Смертность от вируса более 20 %. Мутирование вируса затягивает получение вакцины, и многие больные погибают.
Всё начинается с того, что Бет Эмхофф возвращается домой в Миннеаполис после деловой поездки в Гонконг. В Гонконге Бет заразилась, и по прибытии домой скончалась от странной болезни. Её сын Кларк умер от той же болезни, но её муж Митч Эмхофф остался жив. У него обнаружился естественный иммунитет к возбудителю. Дочь Эмхоффа Джори унаследовала от отца неполный иммунитет, и отцу приходится защищать её от возможного заражения.
Всемирная организация здравоохранения отправляет доктора Элеонору Орантес в Гонконг и Макао с целью проследить цепочку заражения. После окончания расследования доктора берут в заложники китайцы, которые хотят получить вакцину в обход общей очереди.
Из центра по контролю и профилактики заболеваний вылетает в Миннеаполис доктор Эрин Мирс. На месте она занимается организацией палаточного госпиталя и подготовкой к вакцинации населения. Но в ходе работы доктор заражается и умирает.
В самом центре событий доктор Эллис Чивер, отвечающий за работу с вирусом, который просит жену покинуть Чикаго, где бушует эпидемия. Его подслушивает уборщик Роджер, который ввиду бедности не имеет возможности получить вакцину. Доктор Чивер жертвует свою вакцину сыну Роджера.
В Сан-Франциско блогер и независимый журналист Алан занимается дезинформацией населения, утверждая, что существует гомеопатическое лекарство под названием «форсития». Он уверяет, что сам исцелился от болезни благодаря ему. В конце фильма до него добираются агенты ФБР и обвиняют в введении в заблуждение, мошенничестве и обмане.
В конце фильма образцы вируса помещают для заморозки в контейнер, где уже хранятся культуры возбудителей атипичной пневмонии и свиного гриппа.

## В ролях

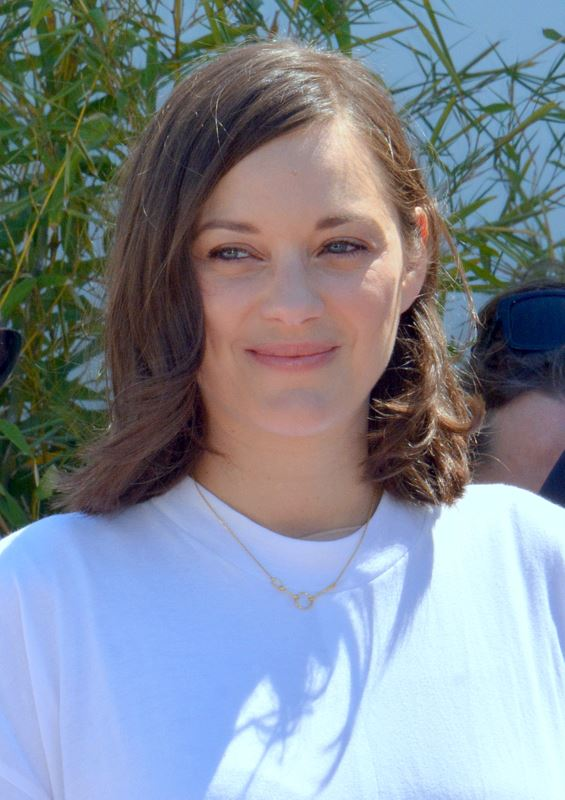
Марион Котийяр, исполнительница роли доктора Леоноры Орантес

- Марион Котийяр — доктор Леонора Орантес
- Мэтт Деймон — Митч Эмхофф
- Лоренс Фишберн — доктор Эллис Чивер
- Джуд Лоу — Алан Крумвьеде
- Гвинет Пэлтроу — Бет Эмхофф
- Кейт Уинслет — доктор Эрин Мирс
- Брайан Крэнстон — контр-адмирал Хаггерти
- Дженнифер Эль — Элли Хекстолл
- Эллиотт Гулд — доктор Ян Сасмен
- Чинь Хань — Сун Фен
- Джон Хоукс — Роджер
- Анна Джекоби-Херон — Джори Эмхофф
- Сэна Латан — Обри Чивер
- Деметри Мартин — доктор Дэвид Айзенберг

## Создание
Фильм был анонсирован в феврале 2010 года, когда стало известно, что Мэтт Деймон и Джуд Лоу участвуют в первом совместном проекте со времён фильма «Талантливый мистер Рипли» 1999 года. Позднее к актёрам присоединилась Гвинет Пэлтроу, также снимавшаяся в этом фильме.
При создании фильма Содерберг сотрудничал с Центром по контролю и профилактике заболеваний США, а также консультировался с группой научных экспертов.
Прототип фигурирующего в фильме вируса MEV-1 — вирус Нипах, вспыхнувший среди свиноводов Малайзии в 1999 году.

## Прокат
Премьера в Индии, Италии и Сингапуре состоялась 9 сентября 2011 года, в Венгрии, России и Португалии — 13 октября 2011 года, в Австралии, Германии и Кувейте — 20 октября 2011 года.

## Критика
| Рейтинги фильма           | Рейтинги фильма |
| Издание                   | Оценка          |
| ------------------------- | --------------- |
| Chicago Sun-Times         | [ 9 ]           |
| ReelViews                 | [ 10 ]          |
| Rolling Stone             | [ 11 ]          |
| Entertainment Weekly      | B+              |
| NY Daily News             | [ 13 ]          |
| Empire                    | [ 14 ]          |
| The New York Observer     | [ 15 ]          |
| AllMovie                  | [ 16 ]          |
| «Time Out Москва»         | [ 17 ]          |
| The Austin Chronicle      | [ 18 ]          |
| Eye for Film              | [ 19 ]          |
| «Афиша»                   | [ 20 ]          |
| The Arizona Republic      | [ 21 ]          |
| Time Out                  | [ 22 ]          |
| USA Today                 | [ 23 ]          |
| New York Post             | [ 24 ]          |
| The Philadelphia Inquirer | [ 25 ]          |
| Star Tribune              | [ 26 ]          |
| Chicago Tribune           | [ 27 ]          |
| The Seattle Times         | [ 28 ]          |
| Chicago Reader            | [ 29 ]          |
| Christian Science Monitor | B               |
| The Denver Post           | [ 31 ]          |
| The Dallas Morning News   | C+              |
| The Globe and Mail        | [ 33 ]          |
| The Washington Post       | [ 34 ]          |
| Film.com                  | B-              |
| The Miami Herald          | [ 36 ]          |
| Time Out New York         | [ 37 ]          |
| MSN Movies                | [ 38 ]          |

После премьеры на 68-м Венецианском кинофестивале фильм получил сдержанно-положительные отзывы от критиков. По состоянию на апрель 2014 года, на сайте Rotten Tomatoes фильм имеет рейтинг 84 % на основе 237 обзоров со средней оценкой 7 из 10, при этом оценка аудитории составляет всего 62 % (средний рейтинг — 3,4 из 5).

## Научная достоверность
В статье New Scientist фильм получил хвалебные отзывы за достоверное представление науки. Как пример приводится необходимость найти способ выращивать вирус в лабораторных условиях без уничтожения популяции клеток, прежде чем исследователи смогут изучать вирус.
Карл Циммер, автор научно-популярных книг, также похвалил фильм, при этом отметив, что в фильме показывается, как реконструкция вспышки эпидемии может помочь понять, сколько человек может заразить носитель вируса, сколько из них заболеют и сколько умрут. Он также описал разговор с научным консультантом фильма Иэном Липкиным, в котором Липкин высказывался в защиту быстрой разработки вакцины в фильме.
Педиатр и вакцинолог Пол Оффит писал, что когда в фильмах изображают науку, то обычно жертвуют наукой ради драмы, но не в этот раз. Он приводит в пример использование таких концепций, как R0 (количество случаев, в среднем воспроизводимое одним заражением) или фомиты, а также происхождение вымышленного штамма, добавляющих реализма фильму.
В 2020 году произошёл всплеск интереса к фильму в связи с пандемией COVID-19. Многие издания отмечали, что благодаря научной достоверности эпидемия, показанная в фильме, во многом похожа на реальную — в частности, регион возникновения (Китай), вероятная причина (вирус передался человеку от летучей мыши), воздушно-капельный способ распространения, относительно невысокая смертность, реакция общества на пандемию — паника, всемирный карантин, теории заговора и дезинформация.

## Саундтрек

### Оригинальный саундтрек
Композитор: Клифф Мартинес
| №   | Название                          | Длительность |
| --- | --------------------------------- | ------------ |
| 1.  | «They’re Calling My Flight»       | 3:02         |
| 2.  | «Chrysanthemum Complex»           | 2:36         |
| 3.  | «Placebo»                         | 0:25         |
| 4.  | «Move Away from the Table»        | 1:49         |
| 5.  | «The Birds Are Doing That»        | 1:35         |
| 6.  | «Get Off the Bus»                 | 2:03         |
| 7.  | «100 Doses»                       | 1:46         |
| 8.  | «Affected Cities»                 | 2:48         |
| 9.  | «Bad Day to Be a Rhesus Monkey»   | 2:25         |
| 10. | «I’m Sick»                        | 1:29         |
| 11. | «Get Us to the Front of the Line» | 2:00         |
| 12. | «Don’t Tell Anyone»               | 2:13         |
| 13. | «Forsythia»                       | 2:48         |
| 14. | «It’s Mutated»                    | 2:22         |
| 15. | «Merry Christmas»                 | 1:39         |
| 16. | «They Didn’t Touch Me»            | 2:02         |
| 17. | «There’s Nothing in There»        | 1:52         |
| 18. | «Handshake»                       | 4:16         |
| 19. | «Bat & Pig»                       | 2:39         |
| 20. | «Contagion»                       | 3:37         |

### Прочая музыка из фильма
- Michael J. Thomas — «Amante Del Vino»
- U2 — «All I Want Is You[англ.]»

## Награды и номинации
Данные по материалам сайта Internet Movie Database:
| Год  | Премия                 | Категория                         | Лауреаты и номинанты | Результаты |
| ---- | ---------------------- | --------------------------------- | --- | ---------- |
| 2012 | Сатурн                 | Лучший хоррор/триллер             | | Номинация  |
| 2012 | Black Reel Award       | Лучшая мужская роль второго плана | Лоренс Фишберн | Номинация  |
| 2012 | Chainsaw Award         | Лучший саундтрек                  | Клифф Мартинес | Номинация  |
| 2012 | Golden Trailer Award   | Лучший ТВ-ролик к триллеру        | | Победа     |
| 2011 | Hollywood Film Award   | Монтажёр года                     | Стивен Миррион (также за монтаж фильма «Мартовские иды»)                                                                                    | Победа     |
| 2012 | Image Award            | Лучший актёр фильма               | Лоренс Фишберн | Номинация  |
| 2011 | PFCS Award             | Лучший актёрский ансамбль         | Кейт Уинслет, Лоренс Фишберн, Гвинет Пэлтроу, Дженнифер Эль, Джон Хоукс, Марион Котийяр, Брайан Крэнстон, Джуд Лоу, Сэна Латан, Мэтт Деймон | Номинация  |
| 2012 | World Soundtrack Award | Кинокомпозитор года               | Клифф Мартинес (также за саундтрек к фильму «Драйв»)                                                                                        | Номинация  |